# 指月電機製作所
株式会社指月電機製作所（しづきでんきせいさくしょ、英: SHIZUKI ELECTRIC COMPANY INC.）は、兵庫県西宮市に本社を置くコンデンサを中心とした電子機器の製造を行う会社である。かつては情報関連事業の一つとして製造を開始したバス用車載機器のメーカーとしても有名であった。
会社略称は「指月」および「シヅキ」。「SHIZUKI」ブランドで製品を展開している。三菱電機の持分法適用会社であり、同社が筆頭株主であるが、三菱グループには属さず三菱電機グループに属している。
1975年（昭和50年）以前に製造された古い低圧進相コンデンサには保安装置が内蔵されていないため、交換を呼びかけている。

## 沿革
- 1939年3月 - 指月製作所として兵庫県西宮市に設立。
- 1939年12月 - 株式会社に組織変更し、商号を指月電気工業とする。
- 1945年8月 - 戦災により事業停止。
- 1947年9月 - 株式会社指月電機製作所として再発足。
- 1961年10月 - 大阪証券取引所市場第二部に上場。
- 1963年5月 - 東京証券取引所市場第二部に上場。
- 1980年9月 - 路線バス用運賃表示器を開発。
- 1993年11月 - 液晶表示(LCD）タイプのバスの行先表示器を開発。
- 1994年8月 - 音声合成方式のバス車内案内放送装置を開発。
- 2003年6月 - 委員会等設置会社（現在の指名委員会等設置会社）に移行。
- 2016年9月 - 村田製作所と資本業務提携。
- 2017年9月 - 情報機器システム事業を小田原機器に譲渡[3]。

## 事業内容
- コンデンサ・モジュールの製造開発 - 産業用・住環境用・自動車用・電力設備用など。
- 電力機器・装置の製造開発 - 高調波対策・瞬低・短時間停電補償・力率改善用など。

過去の事業
- 情報機器・装置の製造開発 - 交通機関向け表示装置・システム対応型各種表示装置など。
  - 同社の運賃表示器、音声案内放送装置を国立科学博物館では、産業技術史資料として紹介している。

## 関連会社
- 九州指月（株）
- 秋田指月（株）
- 岡山指月（株）
- （株）指月テクノサービス
- アメリカンシヅキ（ASC）
- 指月獅子起（上海）貿易有限公司
- タイ指月電機（株）

## 出身者
- 竹下元章 - 元広島カープ選手。当社在籍中に日本航空123便墜落事故で死去[4]。